# Pisa Sporting Club 1986-1987
Questa voce raccoglie le informazioni riguardanti il Pisa Sporting Club nelle competizioni ufficiali della stagione 1986-1987.

## Stagione
Nella stagione 1986-1987 il Pisa è appena retrocesso dalla massima serie e dopo aver accarezzato la possibilità di un ripescaggio in A (ai danni dell'Udinese) è costretto a disputare la Serie B.
Il presidente Romeo Anconetani affida la panchina al tecnico Luigi Simoni, che già aveva allenato i nerazzurri due anni prima, conquistando la promozione. In fase di mercato viene allestita una squadra di soli giocatori italiani, dopo la cessione delle punte straniere Wim Kieft e Klaus Berggreen e l'arrivo di Luca Cecconi, Lamberto Piovanelli e Stefano Cuoghi. Nella Coppa Italia il Pisa, prima del campionato, disputa il settimo girone di qualificazione, che promuove agli ottavi di finale il Torino ed il Cagliari.
La formazione nerazzurra debutta in campionato con uno (0-2) interno subito con il Modena e totalizza solo 11 punti nelle prime 10 partite. Pur senza impressionare, i pisani tra l'inverno e la primavera riescono a ingranare e ad avere una certa continuità di risultati. A fine aprile arrivano due vittorie importanti contro Messina e Lecce, poi cinque gare senza vittoria: a tre giornate dal termine a Cagliari il Pisa perde al 90', sembra tutto compromesso, a due giornate dalla fine sono necessarie due vittorie per essere ancora promosso, la prima arriva con il (3-0) in casa sulla Lazio, mentre all'ultima di campionato c'è la trasferta decisiva contro la Cremonese, che ha guidato a lungo il campionato fin dalle prime giornate ed alla quale basta un pareggio per essere promossa. I toscani vengono seguiti in Lombardia da 7000 tifosi. I nerazzurri passano su rigore segnato da Claudio Sclosa alla mezz'ora, dieci minuti dopo raddoppiano con un gol di testa in tuffo di Lamberto Piovanelli, inutile la rete su rigore di Nicoletti per i grigiorossi in chiusura del primo tempo, il Pisa vince a Cremona (1-2) e torna così nuovamente in Serie A dopo solo un anno di assenza.

## Divise e sponsor

La squadra in campo con la seconda divisa bianca

Lo sponsor tecnico per la stagione 1986-1987 fu Le Coq Sportif.
| Casa | Trasferta |

## Rosa
| N. |                   | Ruolo | Calciatore             |
| -- | ----------------- | ----- | ---------------------- |
|    | Italia (bandiera) | P     | Alessandro Mannini     |
|    | Italia (bandiera) | P     | Gianpaolo Grudina      |
|    | Italia (bandiera) | P     | Alessandro Nista       |
|    | Italia (bandiera) | D     | Antonio Cavallo        |
|    | Italia (bandiera) | D     | Roberto Chiti          |
|    | Italia (bandiera) | D     | Mario Faccenda         |
|    | Italia (bandiera) | D     | Silvio Gori            |
|    | Italia (bandiera) | D     | Franco Ipsaro Passione |
|    | Italia (bandiera) | D     | Davide Lucarelli       |
|    | Italia (bandiera) | D     | Stefano Dianda         |
|    | Italia (bandiera) | D     | Domenico Progna        |
|    | Italia (bandiera) | C     | Daniele Bernazzani     |

| N. |                   | Ruolo | Calciatore            |
| -- | ----------------- | ----- | --------------------- |
|    | Italia (bandiera) | C     | Bruno Caneo           |
|    | Italia (bandiera) | C     | Paolo Giovannelli     |
|    | Italia (bandiera) | C     | Ferruccio Mariani     |
|    | Italia (bandiera) | C     | Alessandro Bitossi    |
|    | Italia (bandiera) | C     | Stefano Cuoghi        |
|    | Italia (bandiera) | C     | Paolo Alberto Faccini |
|    | Italia (bandiera) | C     | David Fiorentini      |
|    | Italia (bandiera) | C     | Claudio Sclosa        |
|    | Italia (bandiera) | C     | Luca Birigozzi        |
|    | Italia (bandiera) | A     | Luca Cecconi          |
|    | Italia (bandiera) | A     | Davide Pellegrini     |
|    | Italia (bandiera) | A     | Lamberto Piovanelli   |

## Risultati

### Serie B

#### Girone di andata
| Arbitro: | Sguizzato (Verona) |

|  |           |                       |
|  | Marcatori | 51’ Longhi 55’ Frutti |

| Arbitro: | Amendolia (Messina) |

|              |           |           |
| De Vitis 80’ | Marcatori | 77’ Caneo |

| Arbitro: | Lamorgese (Potenza) |

|                       |           |             |
| Caneo 73’ Cecconi 82’ | Marcatori | 76’ Polenta |

| Arbitro: | Vecchiatini (Bologna) |

|                   |           |  |
| Cowans 56’ (rig.) | Marcatori |  |

| Arbitro: | Gava (Conegliano) |

|                   |           |  |
| Sclosa 70’ (rig.) | Marcatori |  |

| Pisa 19 ottobre 1986 6ª giornata | Pisa              | 0 – 0 | Sambenedettese | Stadio Arena Garibaldi\| Arbitro: \| Tuveri (Cagliari) \| |
| Arbitro:                         | Tuveri (Cagliari) |       |                |                                                           |

| Arbitro: | Frigerio (Milano) |

|                                  |           |  |
| Nicolini 8’ (rig.) Fortunato 23’ | Marcatori |  |

| Arbitro: | Coppetelli (Tivoli) |

|             |           |  |
| Faccini 80’ | Marcatori |  |

| Campobasso 9 novembre 1986 9ª giornata | Campobasso     | 0 – 0 | Pisa | Stadio Nuovo Romagnoli\| Arbitro: \| Leni (Perugia) \| |
| Arbitro:                               | Leni (Perugia) |       |      |                                                        |

| Arbitro: | Boschi (Parma) |

|                      |           |  |
| Sclosa 71’ Caneo 84’ | Marcatori |  |

| Arbitro: | Pieri (Genova) |

|              |           |                |
| Catalano 80’ | Marcatori | 77’ Bernazzani |

| Arbitro: | Amendolia (Messina) |

|               |           |  |
| O. Tacchi 26’ | Marcatori |  |

| Arbitro: | Mattei (Macerata) |

|            |           |             |
| Cuoghi 20’ | Marcatori | 54’ Ruotolo |

| Bologna 14 dicembre 1986 14ª giornata | Bologna                   | 0 – 0 | Pisa | Stadio Renato Dall'Ara\| Arbitro: \| Pezzella (Frattamaggiore) \| |
| Arbitro:                              | Pezzella (Frattamaggiore) |       |      |                                                                   |

| Arbitro: | Frigerio (Milano) |

|                                 |           |              |
| D. Pellegrini 2’ Piovanelli 25’ | Marcatori | 89’ De Falco |

| Arbitro: | Cornieti (Forlì) |

|                                     |           |                   |
| Gaudenzi 50’ Bernini 71’ Pagano 76’ | Marcatori | 43’ D. Pellegrini |

| Arbitro: | Baldas (Trieste) |

|                                            |           |                            |
| Cuoghi 29’ Cecconi 49’ Ipsaro Passione 64’ | Marcatori | 25’ Pani 39’ M. Pellegrini |

| Arbitro: | Lamorgese (Potenza) |

|              |           |  |
| Mandelli 13’ | Marcatori |  |

| Arbitro: | Lombardo (Marsala) |

|                |           |               |
| Piovanelli 29’ | Marcatori | 15’ Nicoletti |

#### Girone di ritorno
| Arbitro: | Leni (Perugia) |

|  |           |                |
|  | Marcatori | 35’ Piovanelli |

| Arbitro: | Di Cola (Avezzano) |

|                        |           |  |
| Sclosa 14’, 81’ (rig.) | Marcatori |  |

| Palermo 1º marzo 1987 22ª giornata | Catania            | 0 – 0 | Pisa | Stadio La Favorita\| Arbitro: \| Fabricatore (Roma) \| |
| Arbitro:                           | Fabricatore (Roma) |       |      |                                                        |

| Pisa 8 marzo 1987 23ª giornata | Pisa           | 2 – 0 | Bari | Stadio Arena Garibaldi\| Arbitro: \| Tarallo (Como) \| |
| Arbitro:                       | Tarallo (Como) |       |      |                                                        |

| Arbitro: | Pieri (Genova) |

|            |           |  |
| Bordin 67’ | Marcatori |  |

| Arbitro: | Pairetto (Torino) |

|  |           |                           |
|  | Marcatori | 58’ Sclosa 88’ F. Mariani |

| Arbitro: | Felicani (Bologna) |

|                               |           |  |
| Bernazzani 44’ F. Mariani 67’ | Marcatori |  |

| Arbitro: | Magni (Bergamo) |

|                             |           |  |
| Piovani 44’ D. Fontolan 59’ | Marcatori |  |

| Arbitro: | Paparesta (Bari) |

|                             |           |              |
| Faccenda 12’ Piovanelli 33’ | Marcatori | 28’ Vagheggi |

| Arbitro: | Longhi (Roma) |

|          |           |             |
| Ambu 44’ | Marcatori | 83’ Cecconi |

| Arbitro: | Pairetto (Torino) |

|                                              |           |           |
| Sclosa 29’ (rig.) Cecconi 62’ Piovanelli 81’ | Marcatori | 46’ Orati |

| Arbitro: | Magni (Bergamo) |

|                      |           |                                |
| Cecconi 6’, 55’, 90’ | Marcatori | 23’ Barbas 65’ (rig.) Pasculli |

| Arezzo 10 maggio 1987 32ª giornata | Arezzo              | 0 – 0 | Pisa | Stadio Comunale\| Arbitro: \| Lo Bello (Siracusa) \| |
| Arbitro:                           | Lo Bello (Siracusa) |       |      |                                                      |

| Arbitro: | Casarin (Milano) |

|                        |           |                                       |
| Cecconi 50’ Cuoghi 75’ | Marcatori | 44’ Quaggiotto 47’ Luppi 90’ Pradella |

| Trieste 24 maggio 1987 34ª giornata | Triestina        | 0 – 0 | Pisa | Stadio Giuseppe Grezar\| Arbitro: \| D'Elia (Salerno) \| |
| Arbitro:                            | D'Elia (Salerno) |       |      |                                                          |

| Pisa 31 maggio 1987 35ª giornata | Pisa               | 0 – 0 | Pescara | Stadio Arena Garibaldi\| Arbitro: \| Lombardo (Marsala) \| |
| Arbitro:                         | Lombardo (Marsala) |       |         |                                                            |

| Arbitro: | Pezzella (Frattamaggiore) |

|                               |           |            |
| Piras 82’ Pecoraro Scanio 80’ | Marcatori | 48’ Cuoghi |

| Arbitro: | Agnolin (Bassano del Grappa) |

|                                |           |  |
| Piovanelli 9’, 54’ Cecconi 87’ | Marcatori |  |

| Arbitro: | Lanese (Messina) |

|                      |           |                                  |
| Nicoletti 45’ (rig.) | Marcatori | 29’ (rig.) Sclosa 42’ Piovanelli |

### Coppa Italia

#### Primo turno
| Arbitro: | Baldas (Trieste) |

|                               |           |                               |
| Bernazzani 24’ F. Mariani 28’ | Marcatori | 76’ Rabitti 90’ G. Piacentini |

| Arbitro: | Casarin (Milano) |

|                |           |                    |
| Bernazzani 63’ | Marcatori | 36’, 80’ Tovalieri |

| Arbitro: | Boschi (Parma) |

|  |           |                |
|  | Marcatori | 57’ Giovanelli |

| Arbitro: | Coppetelli (Tivoli) |

|  |           |                             |
|  | Marcatori | 51’ (rig.) Comi 61’ Dossena |

| Arbitro: | Mattei (Macerata) |

|                 |           |  |
| Bergamaschi 27’ | Marcatori |  |

## Statistiche

### Statistiche di squadra
| Competizione | Punti | In casa | In casa | In casa | In casa | In casa | In casa | In trasferta | In trasferta | In trasferta | In trasferta | In trasferta | In trasferta | Totale | Totale | Totale | Totale | Totale | Totale | DR  |
| Competizione | Punti | G       | V       | N       | P       | Gf      | Gs      | G            | V            | N            | P            | Gf           | Gs           | G      | V      | N      | P      | Gf     | Gs     | DR  |
| ------------ | ----- | ------- | ------- | ------- | ------- | ------- | ------- | ------------ | ------------ | ------------ | ------------ | ------------ | ------------ | ------ | ------ | ------ | ------ | ------ | ------ | --- |
| Serie B      | 44    | 19      | 13      | 4       | 2       | 32      | 15      | 19           | 3            | 8            | 8            | 10           | 17           | 38     | 16     | 12     | 10     | 42     | 32     | +10 |
| Coppa Italia | 3     | 3       | 0       | 1       | 2       | 3       | 6       | 2            | 1            | 0            | 1            | 1            | 1            | 5      | 1      | 1      | 3      | 4      | 7      | -3  |
| Totale       |       | 22      | 13      | 5       | 4       | 35      | 21      | 21           | 4            | 8            | 9            | 11           | 18           | 43     | 17     | 13     | 13     | 46     | 39     | +7  |

### Statistiche dei giocatori
| Giocatore      | Serie B  | Serie B | Serie B     | Serie B    | Coppa Italia | Coppa Italia | Coppa Italia | Coppa Italia | Totale   | Totale | Totale      | Totale     |
| Giocatore      | Presenze | Reti    | Ammonizioni | Espulsioni | Presenze     | Reti         | Ammonizioni  | Espulsioni   | Presenze | Reti   | Ammonizioni | Espulsioni |
| -------------- | -------- | ------- | ----------- | ---------- | ------------ | ------------ | ------------ | ------------ | -------- | ------ | ----------- | ---------- |
| D. Bernazzani  | 32       | 2       | ?           | ?          | ?            | ?            | ?            | ?            | 32+      | 2+     | ?           | ?          |
| L. Birigozzi   | 1        | 0       | ?           | ?          | ?            | ?            | ?            | ?            | 1+       | 0+     | ?           | ?          |
| B. Caneo       | 33       | 3       | ?           | ?          | ?            | ?            | ?            | ?            | 33+      | 3+     | ?           | ?          |
| A. Cavallo     | 36       | 0       | ?           | ?          | ?            | ?            | ?            | ?            | 36+      | 0+     | ?           | ?          |
| L. Cecconi     | 36       | 10      | ?           | ?          | ?            | ?            | ?            | ?            | 36+      | 10+    | ?           | ?          |
| R. Chiti       | 26       | 0       | ?           | ?          | ?            | ?            | ?            | ?            | 26+      | 0+     | ?           | ?          |
| S. Cuoghi      | 31       | 4       | ?           | ?          | ?            | ?            | ?            | ?            | 31+      | 4+     | ?           | ?          |
| S. Dianda      | 7        | 0       | ?           | ?          | ?            | ?            | ?            | ?            | 7+       | 0+     | ?           | ?          |
| M. Faccenda    | 32       | 1       | ?           | ?          | ?            | ?            | ?            | ?            | 32+      | 1+     | ?           | ?          |
| P. Faccini     | 16       | 1       | ?           | ?          | ?            | ?            | ?            | ?            | 16+      | 1+     | ?           | ?          |
| D. Fiorentini  | 4        | 0       | ?           | ?          | ?            | ?            | ?            | ?            | 4+       | 0+     | ?           | ?          |
| P. Giovannelli | 31       | 0       | ?           | ?          | ?            | ?            | ?            | ?            | 31+      | 0+     | ?           | ?          |
| S. Gori        | 14       | 0       | ?           | ?          | ?            | ?            | ?            | ?            | 14+      | 0+     | ?           | ?          |
| G. Grudina     | 3        | -3      | ?           | ?          | ?            | ?            | ?            | ?            | 3+       | -3+    | ?           | ?          |
| F. Ipsaro      | 10       | 1       | ?           | ?          | ?            | ?            | ?            | ?            | 10+      | 1+     | ?           | ?          |
| D. Lucarelli   | 25       | 0       | ?           | ?          | ?            | ?            | ?            | ?            | 25+      | 0+     | ?           | ?          |
| A. Mannini     | 35       | -29     | ?           | ?          | ?            | ?            | ?            | ?            | 35+      | -29+   | ?           | ?          |
| F. Mariani     | 28       | 2       | ?           | ?          | ?            | ?            | ?            | ?            | 28+      | 2+     | ?           | ?          |
| D. Pellegrini  | 23       | 2       | ?           | ?          | ?            | ?            | ?            | ?            | 23+      | 2+     | ?           | ?          |
| L. Piovanelli  | 27       | 9       | ?           | ?          | ?            | ?            | ?            | ?            | 27+      | 9+     | ?           | ?          |
| D. Progna      | 6        | 0       | ?           | ?          | ?            | ?            | ?            | ?            | 6+       | 0+     | ?           | ?          |
| C. Sclosa      | 33       | 7       | ?           | ?          | ?            | ?            | ?            | ?            | 33+      | 7+     | ?           | ?          |